# Mrvice
Mrvice je malá vesnice, část městyse Vrchotovy Janovice v okrese Benešov. Nachází se asi 2 km na severozápad od Vrchotových Janovic. V roce 2009 zde bylo evidováno 23 adres. Mrvice leží v katastrálním území Vrchotovy Janovice o výměře 13,18 km².

## Historie
První písemná zmínka o vesnici pochází z roku 1318.
Za druhé světové války se ves stala součástí vojenského cvičiště Zbraní SS Benešov a její obyvatelé se museli 1. dubna 1944 vystěhovat.